# Jean Baptiste de Belloy

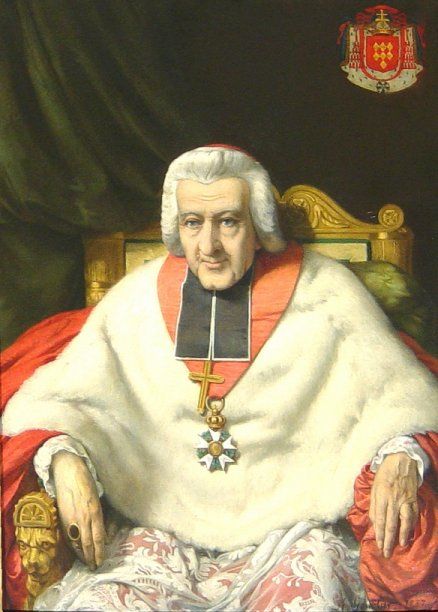
Portret van Jean Baptiste de Belloy.

Jean Baptiste de Belloy (Morangles, 9 oktober 1709 - Parijs, 10 juni 1808) was een Frans kardinaal, van 1751 tot 1755 bisschop van Glandèves, van 1755 tot 1801 bisschop van Marseille en van 1802 tot aan zijn dood aartsbisschop van Parijs.

## Levensloop
Jean Baptiste de Belloy stamde uit een oude familie die militaire faam genoot. Hij koos een kerkelijke loopbaan, volgde klassieke en theologische studies in Parijs, waar hij in december 1733 tot priester werd gewijd en in 1737 een doctoraat in de filosofie behaalde. Vervolgens stelde Léon Potier de Gesvres, de bisschop van Bourges, hem aan tot vicaris-generaal en aartsdiaken van het bisdom.
Op 20 december 1751 werd de Belloy verkozen tot bisschop van Glandèves, waarna hij op 30 januari 1752 tot bisschop gewijd werd. Enkele dagen later, op 5 februari, legde hij zijn eed van trouw af tegenover koning Lodewijk XV van Frankrijk. Van 25 mei tot 4 november 1755 nam hij ook deel aan de Assemblee van de Franse Clerus, waar hij tot de gematigde strekking behoorde. Op 22 juni dat jaar werd hij door koning Lodewijk XV benoemd tot bisschop van Marseille, wat op 4 augustus 1755 bevestigd werd door paus Benedictus XV. Toen hij naar Marseille trok, was er in het bisdom veel verdeeldheid tussen Jezuïeten en Dominicanen. Hij genoot het vertrouwen van beide partijen en wist de rust terug te brengen.
In juli 1790, in volle Franse Revolutie, ging de Nationale Grondwetgevende Vergadering akkoord met de afschaffing van het bisdom Marseille. De Belloy stuurde de assemblee een brief waarin hij zich uitsprak tegen de afschaffing van een van de oudste bisdommen van Frankrijk. Nadat hij op 31 augustus 1790 voor het laatst de mis had opgedragen in de Kathedraal van Marseille, trok hij zich terug in Chambly, een klein dorp in zijn geboortestreek waar hij het grootste deel van de woeligste periode van de Revolutie doorbracht. Toen paus Pius VII de Franse bisschoppen opdroeg om hun ontslag in te dienen om zo het Concordaat van 1801 mogelijk te maken, was de Belloy op 21 september 1801 de eerste die dit deed. Deze actie had grote invloed op de andere bisschoppen, omdat de Belloy de oudste bisschop in de Franse hiërarchie was.
In 1802 werd de al 92-jarige Belloy door Napoleon Bonaparte, die onder de indruk was van zijn toewijding aan kerk en staat, benoemd tot aartsbisschop van Parijs. Op 12 april dat jaar trad hij in functie. Ondanks zijn zeer hoge leeftijd bestuurde hij zijn bisdom met kracht en intelligentie. Hij herstelde de kapittel van de Notre-Dame van Parijs en reorganiseerde de parochies. Ook heropende hij kerken die tijdens de Franse Revolutie gesloten waren en benoemde hij heel wat nieuwe priesters, die hij persoonlijk bezocht. Op 14 september 1802 werd hij eveneens benoemd tot senator van de Republiek en op 17 januari 1803 verhief paus Pius VII hem tot kardinaal. Bovendien werd hij op 2 oktober 1803 onderscheiden met het Legioen van Eer en werd hij op 1 maart 1808 verheven tot graaf van het Eerste Franse Keizerrijk.
De Belloy overleed in juni 1808 in Parijs, op de toen uitzonderlijk hoge leeftijd van 98 jaar en 8 maanden. Hij werd bijgezet in de Notre-Dame van Parijs.
- Bibliothèque nationale de France: cb148530376 (data)
- Gemeinsame Normdatei: 14166486X
- International Standard Name Identifier: 0000 0000 7972 4108
- Library of Congress Control Number: nb2013006439
- Base Léonore: LH//173/66
- SNAC: w6wq2s63
- Système universitaire de documentation: 172663350
- Virtual International Authority File: 27334194
- WorldCat: E39PBJyMdMP3ThTt8Xj3VpbWXd